# Regata de La Cala del Moral
La regata de La Cala del Moral es una competición deportiva de remo que se celebra anualmente en las costas de la localidad de La Cala del Moral, en la provincia de Málaga, España. Es la prueba que generalmente abre la temporada de la liga de jábegas, teniendo lugar a principios del mes de julio. También es conocida como Gran Premio de La Cala del Moral.
Se trata de un evento organizado por el Ayuntamiento de Rincón de la Victoria con motivo de las fiestas de La Cala del Moral. En la edición de 2010 participaron once equipos absolutos y cuatro veteranos, siendo la prueba debut del Club Deportivo La Barcaza de Astilleros Nereo, que se estrenó con la Santa Cristina, y el retorno del Club de Bogadores tras su ausencia de 2009.

## Palmarés
| Año  | Ganador, embarcación                         | Segundo, embarcación                           | Tercero, embarcación                           |
| 2011 | CD Rebalaje, con la Rompeola                 | Real Club Mediterráneo, con la María Juliana   | CR La Cala del Moral, con la Virgen del Carmen |
| 2010 | Real Club Mediterráneo, con la María Juliana | CD Rebalaje, con la Rompeola                   | CR La Cala del Moral, con la Virgen del Carmen |
| 2009 | CD Rebalaje, con la Cordela                  | CR La Cala del Moral, con la Virgen del Carmen | CD San Andrés, con la San Andrés               |
| 2008 | ARP Pedregalejo, con la Traya                | CD Rebalaje, con la Cordela                    | CD San Andrés, con la San Andrés               |
| 2007 | CD San Andrés, con la San Andrés             | CR La Cala del Moral, con la Virgen del Carmen | Club de Bogadores, con la Victoria             |